# Apalis à gorge jaune
Apalis flavida
Espèce
Statut de conservation UICN

 LC  : Préoccupation mineure
L’Apalis à gorge jaune (Apalis flavida) est une espèce de passereaux de la famille des Cisticolidae.

## Répartition et sous-espèces
Selon la classification de référence du Congrès ornithologique international (15.1, 2025) elle se répartit en sept sous-espèces :
- A. f. caniceps (Cassin, 1859) — aire dissoute de la Sénégambie à l'ouest du Kenya et le nord de l'Angola ;
- A. f. abyssinica Érard, 1974 — plateaux du sud-ouest de l'Éthiopie ;
- A. f. pugnax Lawson, 1968 — centre/ouest du Kenya ;
- A. f. golzi (Fischer & Reichenow, 1884) — des monts Taita au centre de la Tanzanie et le Rwanda ;
- A. f. neglecta (Alexander, 1899) — miombo et moitié sud de l'Afrique de l'Est ;
- A. f. flavida (Strickland, 1853) — ouest et sud de l'Angola au nord du Zimbabwe ;
- A. f. florisuga (Reichenow, 1898) — est de l'Afrique du Sud.

## Systématique
Le nom valide complet (avec auteur) de ce taxon est Apalis flavida (Strickland, 1853).
L'espèce a été initialement classée dans le genre Drymoeca sous le protonyme Drymoeca flavida Strickland, 1853,.
Ce taxon porte en français le nom vernaculaire ou normalisé suivant : Apalis à gorge jaune.

### Publication originale
- (en) H. E. Strickland et P. L. Sclater, « List of Birds procured by Mr. C. T. Andersson in the Damara Country in South Western Africa », dans Sir William Jardine, Contributions to ornithology for 1852, vol. 5, Édimbourg, Reeve & Co., 1853, 162 p. (lire en ligne), p. 148.